# Geschiedenis van de groepentheorie
De geschiedenis van de groepentheorie, is een deelgebied van de wiskunde, waarin men groepen in hun verschillende vormen bestudeert. De groepentheorie is in verschillende parallelle richtingen geëvolueerd. Onder de eerste onderzoekers op het gebied van de groepentheorie vindt men Lagrange, Abel en Galois.

## Begin 19e eeuw: voor 1870
De eerste studie van groepen gaat waarschijnlijk terug op het werk van Lagrange uit het einde van de 18e eeuw, maar dit werk stond op zichzelf. Meestal worden publicaties uit 1846 van Cauchy en postuum van Galois aangeduid als het begin van de groepentheorie. Er zijn drie historische bronnen van de groepentheorie aan te wijzen: de theorie van de algebraïsche vergelijkingen, de getaltheorie en de meetkunde.

### Permutatiegroepen
Een van de redenen dat de groepentheorie zich heeft ontwikkeld was dat er werd gezocht naar een methode om de vijfdegraadsvergelijkingen en hoger algebraïsch op te lossen, dus door de nulpunten van de onderhavige polynomen met wortels te geven.
Een van de eerste problemen waarnaar werd gekeken was het vinden van een vergelijking van graad {\displaystyle m}, waarvan de wortels {\displaystyle m} van de wortels waren van een gegeven andere vergelijking van graad {\displaystyle n>m}. Voor eenvoudige gevallen gaat dit probleem terug naar Hudde (1659). Saunderson (1740) merkte op dat de bepaling van de kwadratische factoren van een bikwadratische uitdrukking noodzakelijkerwijs tot een zesdegraadsvergelijking leidde en Le Sœur (1748) en Waring (176-1782) hebben dit idee verder uitgewerkt.

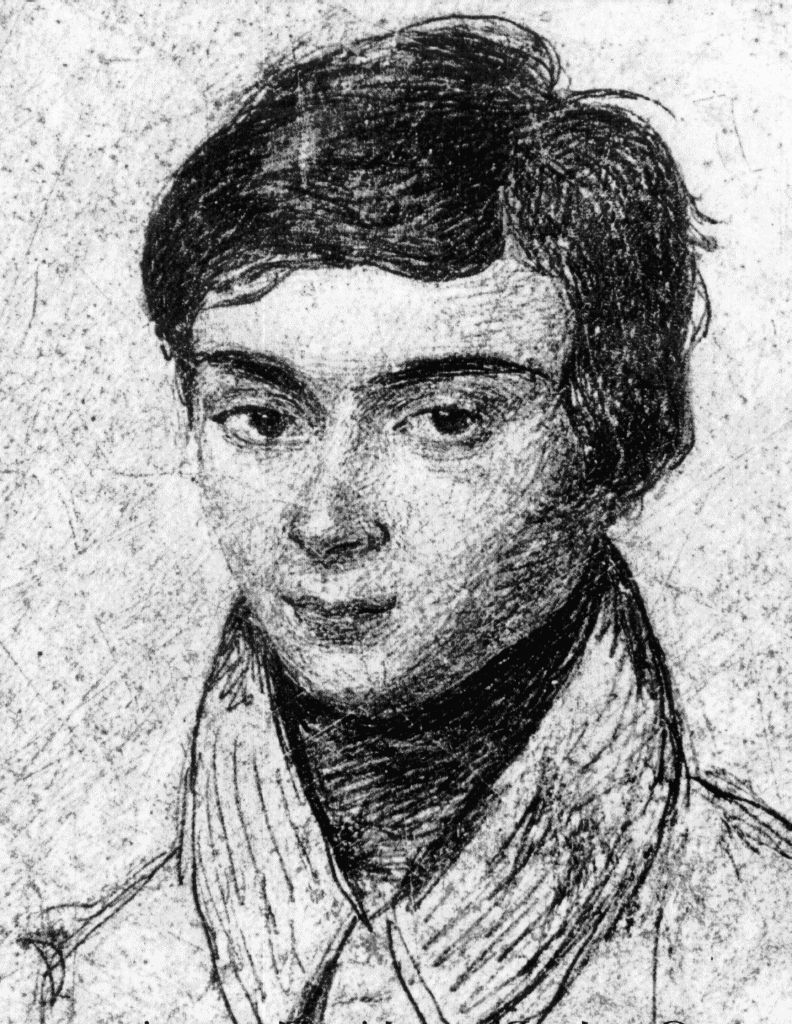
Galois op vijftienjarige leeftijd, getekend door een klasgenoot

Een gemeenschappelijk fundament voor de theorie van vergelijkingen op basis van de groep van permutaties werd door Lagrange gevonden (1770, 1771) en hierop werd de theorie van de substituties gebouwd. Hij bedacht dat de wortels van alle oplossingen, résolvantes, réduites, die hij onderzocht rationale functies van de wortels van de vergelijking moesten zijn. Om de eigenschappen van deze functies te kunnen bestuderen ontwikkelde hij een Calcul des Combinaisons. Zijn tijdgenoot Vandermonde (1770) liep met zijn werk ook op de groepentheorie vooruit.
Ruffini (1799) probeerde een bewijs te vinden dat het onmogelijk was vijfdegraads- en hogere vergelijkingen op te lossen. Hij onderscheidde al intransitieve, transitieve, imprimitieve en primitieve groepen en gebruikte in 1801 de groep van een vergelijking onder de naam l'assieme delle permutazioni. Hij publiceerde ook een brief van Abbati aan hemzelf, waarin het idee van een groep duidelijk naar voren komt.
Galois vond dat als {\displaystyle r_{1},r_{2},\ldots ,r_{n}} de {\displaystyle n} wortels van een vergelijking zijn, er altijd een groep van permutaties van de {\displaystyle r}'s is zodat
- iedere functie van de wortels die onveranderlijk is onder substituties van de groep rationeel is en
- omgekeerd, elke rationaal bepaalbare functie van de wortels invariant is onder de substituties van de groep.

Aan iedere algebraïsche vergelijking, dus aan ieder polynoom, kan een groep worden toegekend, de galoisgroep van dat polynoom. De stelling werd naar voren gebracht dat een vergelijking met behulp van wortels kon worden opgelost, indien    de galoisgroep, die aan de vergelijking is verbonden, de oplosbaar was. Galois heeft ook bijgedragen aan de theorie van de modulaire vergelijkingen en aan die van de elliptische functies. Zijn eerste publicatie op het gebied van de groepentheorie publiceerde hij reeds op achttienjarige leeftijd (1829), maar zijn bijdragen trokken weinig aandacht. Dit veranderde na de postume publicatie van zijn verzamelde werken in 1846 (Liouville, Vol. XI). Galois krijgt tegenwoordig de eer toebedeeld als de eerste wiskundige die de wiskunde van groepen en van lichamen met elkaar te verbinden, in de theorie die naar hem galoistheorie wordt genoemd.
De galoisgroepen zijn in feite permutatiegroepen, een idee dat in het bijzonder door Cauchy is onderzocht. Een aantal belangrijke stellingen uit de begintijd van de groepentheorie zijn aan Cauchy te danken. Cayley's On the theory of groups, as depending on the symbolic equation θn = 1, Over de groepentheorie, in afhankelijkheid van de symbolische vergelijking θn = 1 (1854), geeft de eerste definitie van eindige groepen.

### Groepen in de meetkunde

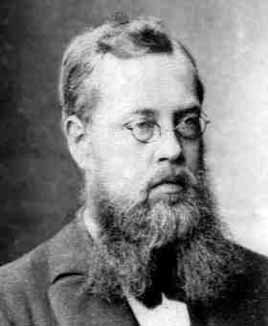
Sophus Lie

De tweede bron, het systematisch gebruik van groepen in de meetkunde, voornamelijk in de gedaante van symmetriegroepen, werd ingeleid door het Erlanger Programm van Felix Klein in 1872. Sophus Lie begon in 1884 aan een stelselmatig studie van de groepen, die naar hem lie-groepen werd gevolgd en werd vervolgd door werk van Killing, Study, Schur en Cartan. De discontinue (discrete groepentheorie) werd opgebouwd door Felix Klein, Sophus Lie, Poincaré en Charles Émile Picard, in het bijzonder in verband met modulaire vormen en monodromie.

### Groepen in de getaltheorie
De derde bron van de groepentheorie was de getaltheorie. Bepaalde abelse groepsstructuren werden door Gauss al impliciet in zijn werk in de getaltheorie gebruikt en later in de eeuw uitgebreider door Kronecker. Vroege pogingen om de laatste stelling van Fermat te bewijzen leidden ertoe dat groepen die factoriseren in priemgetallen werden ingevoerd. Daar hielp Kummer aan.

### Convergentie
Groepentheorie als in toenemende mate onafhankelijk onderwerp werd populair gemaakt door Serret, die sectie IV van zijn algebra aan deze theorie wijdde, door Camille Jordan, wiens "Traité des substitutions et des équations algébriques" (1870) een klassieker werd, en door Eugen Netto (1882), wiens Theory of Substitutions and its Applications to Algebra door Cole (1892) in het Engels werd vertaald. Andere groepstheoretici van de negentiende eeuw waren Bertrand, Charles Hermite, Frobenius, Leopold Kronecker en Émile Léonard Mathieu, evenals Burnside, Dickson, Hölder, Moore, Sylow en Weber.
De convergentie van de drie bovengenoemde bronnen tot een uniforme groepentheorie startte met Jordans, Traité, en Von Dyck (1882), die als eerste een groep in moderne zin definieerde. De handboeken van Weber en Burnside hielpen bij de totstandkoming van de groepentheorie als een aparte wiskundige discipline. De abstracte groepsformulering was niet van toepassing op een groot deel van de 19e-eeuwse groepentheorie, en een alternatief formalisme werd in termen van lie-algebra's opgesteld.

## Late 19e eeuw: 1870-1900
Mathieu heeft in jaren 1860 de automorfismegroepen van het eindige projectieve vlak bestudeerd. 
Groepen werden in de periode 1870-1900 beschreven als continue groepen van Lie, discontinue groepen, eindige groepen van substituties van wortels, maar deze substituties werden geleidelijk aan permutaties genoemd, en eindige groepen van lineaire substituties, meestal van eindige velden. Gedurende de periode 1880-1920 werden groepen door presentaties gegeven, door het werk van onder meer Cayley, von Dyck en Dehn. Dit werk werd in de periode 1920-1940 voortgezet in het werk van onder meer Coxeter. De combinatoriek kreeg een belangrijke plaats in de groepentheorie.
De de groepentheorie werd in de periode 1870-1900 verder ontwikkeld, met de stellingen van Sylow, Hölders classificatie van groepen van kwadraatsvrije orde en het vroege begin van de karaktertheorie van Frobenius. Felix Klein stelde in de jaren 1870 met zijn Erlanger Programm zijn visie op groepen met behulp van de meetkunde voor. Jordan beschreef in zijn Traité de automorfismegroepen van de hoger dimensionale projectieve ruimten. Moore en Burnside zetten het werk voort en Dickson schreef in 1901 een uitgebreid leerboek over de groepentheorie. Jordan heeft de rol van de enkelvoudige groepen benadrukt door en Hölder heeft er criteria voor opgesteld dat een groep niet enkelvoud is, totdat hij in staat was om alle enkelvoudige groepen van een orde kleiner dan 200 te classificeren. Deze studie werd voortgezet door Cole tot orde 660, door Burnside tot orde 1092 en door Miller en Ling in 1900 tot orde 2001.
De theorie van continue groepen ontwikkelde zich in de periode 1870-1900 snel. Killing en Lie publiceerden hun artikelen daar over en Hilbert publiceerde in 1882 zijn stelling van Hilbert uit de invariantentheorie.

## Vroege 20e eeuw: 1900-1940
Discontinue, nu discrete groepen, werden in de periode 1900-1940 onderzocht. Het probleem van Burnside was het uitgangspunt voor de studie van willekeurige ondergroepen van eindig-dimensionale lineaire groepen over willekeurige velden en zelfs van willekeurige groepen. Fundamentaalgroepen en reflectiegroepen werden bestudeerd en Todd en Coxeter ontwikkelden het Todd-Coxeter-algoritme, dat op de presentatie van groepen is gebaseerd. De ontwikkeling van algebraïsche groepen profiteerde van de continue theorie van Lie. Bernard en Hanna Neumann produceerden hun studie van variëteiten van groepen.
De studie van de continue groepen kende in deze jaren een grote groei. Men begon met de studie van topologische groepen, maar er werden ook successen geboekt bij de studie van de continue groepen: onder andere met Cartans classificatie van half-enkelvoudige lie-algebra's en Weyls representatietheorie van compacte groepen.
De theorie van de eindige groepen groeide in de jaren 1900-1940 enorm. De karaktertheorie werd door Frobenius, Burnside en Schur ontwikkeld en deze droeg er aan bij oplossingen voor vragen uit de 19e eeuw over permutatiegroepen te vinden. Philip Hall werkte de stellingen van Sylow uit voor willekeurige verzamelingen priemgetallen, in het kader van eindige oplosbare groepen, en bestudeerde de werking van de machts-commutator in p-groepen. Het uitwerken van het begrip isoclinisme was het eerste belangrijke resultaat op dit gebied sinds Sylow. Het werk van Zassenhaus met de stelling van Schur-Zassenhaus was hierop een vervolg. Hij boekte daarbij vooruitgang op het gebied van frobenius-groepen en gaf een bijna complete classificatie van de naar hem genoemde Zassenhaus-groepen.

## Vroegmidden 20e eeuw: 1940-1960
De hele groepentheorie breidde zich daarna snel uit met onder andere de algebraïsche groepen en de representatietheorie. Het doel waaraan in de jaren 1950 was begonnen om de eindige enkelvoudige groepen te classificeren werd in 1982 voltooid, maar daarna is er verder aan gewerkt de theorie hier achter te vereenvoudigen.
Anatoli Maltsev leverde gedurende deze periode een belangrijke bijdrage aan de groepentheorie: zijn vroege werk was in de jaren 1930 op het gebied van de logica, maar in de jaren 1940 bewees hij belangrijke eigenschappen van de inbedding van halfgroepen naar groepen, bestudeerde hij het isomorfismeprobleem van de groepsringen, stelde hij de Malçev-correspondentie voor polycyclische groepen vast en bewees in de jaren 1960, terug bij de logica, dat verschillende theorieën binnen de studie van de groepentheorie onbeslisbaar zijn. Alfred Tarski had eerder bewezen dat de elementaire groepentheorie onbeslisbaar is.

## Laatmidden 20e eeuw: 1960-1980
De periode van 1960-1980 was een tijdvak in de groepentheorie, waarin veel gebeurde.
Er werden in de theorie van de eindige groepen werden verschillende mijlpalen ontdekt: de ontdekking van 22 nieuwe sporadische groepen, de voltooiing van de eerste generatie van de classificatie van eindige enkelvoudige groepen, het idee van de Carter-ondergroep en volgend daarop de formatiettheorie en de indeling van groepen en het werk door Green aan de Clifford-theorie, dat leidde tot de introductie van onontleedbare modulen van groepsalgebra's. De computationele groepentheorie groeide uit, dat voor een deel was te danken aan het succes tijdens de eerste generatie classificatie.
Jacques Tits gebruikte meetkundige voor zijn theorie van discrete groepen en Lang werkte de theorie van de algebraïsche groepen verder uit. De studie naar het probleem van Burnside boekte enorme vooruitgang. In de jaren 1960 en vroege jaren 1980 werden betere tegenvoorbeelden gevonden, maar de theorie werd pas in de jaren 1990 afgerond. Het resultaat verhoogde de belangstelling voor lie-algebra's in de exponent {\displaystyle p}. Het werk van Lazard kregen een bredere impact, vooral in de studie van {\displaystyle p}-groepen.
De scope van de continue groepen verbreedde zich aanzienlijk. De vragen die in de wiskunde van de {\displaystyle p}-adische analyse werden steeds belangrijker. Alle arbeid leidde tot nieuwe vermoedens en nieuwe ideeën bijvoorbeeld over coklassen.

## Late 20e eeuw: 1980-2000
Hoewel de enkelvoudige groepen al waren geclassificeerd vorderde het werk aan de groepentheorie nog steeds met onder andere de stelling van O'Nan-Scott, de Aschbacher-classificatie, de classificatie van transitieve eindige groepen, het bepalen van de maximale deelgroepen van de enkelvoudige groepen en de corresponderende classificaties van primitieve groepen. Er werden veel problemen in de eindige meetkunde en in de combinatoriek opgelost. De modulaire representatietheorie werd met technieken om groepen mee te classificatie verder ontwikkeld, met inbegrip van fusiesystemen, en de theorie van Puig over paren en nilpotente blokken, werd vanaf de basis uitgelegd. Doerk en Hawkes vatten de theorie van eindige oplosbare groepen in een boek samen, waarin zij van de theorie van projectoren en injectoren gebruikmaken.
Thurston beschreef in 1982 zijn vermeetkundigingsvermoeden en dat leidde tot nieuwe technieken in meetkundige groepentheorie en de laag-dimensionale topologie. Het vermoeden van Thurston speelde een rol bij de oplossing van een van de Millenniumprijsproblemen, het vermoeden van Poincaré, door Grigori Perelman. Er werden in de knopentheorie nieuwe resultaten gevonden en Gromov beschreef in 1987 hoe hij dacht dat het onderzoek ten aanzien van hyperbolische groepen verder moest gaan. Onder andere Thurston volgde hem daar in.
Continue technieken werden veel in de groepentheorie toegepast, waarbij van functieruimten en kwantumgroepen gebruik werd gemaakt. Bijvoorbeeld theorieën uit 18e en 19e eeuw werden aan de hand van de nieuwe representatietheorie van groepen opnieuw beschreven.

## Tegenwoordige tijd: na 2000
De groepentheorie blijft een intens bestudeerd onderwerp. Het belang ervan voor de hedendaagse wiskunde als een geheel kan worden geïllustreerd door de toekenning van de Abelprijs in 2008 aan John Griggs Thompson en Jacques Tits voor hun bijdrage aan de groepentheorie.